# Hiatella pholadis
Hiatella pholadis är en musselart som först beskrevs av Carl von Linné 1771.  Hiatella pholadis ingår i släktet Hiatella och familjen Hiatellidae. Inga underarter finns listade i Catalogue of Life.